# Hit Mania 2016
Hit Mania 2016 (sottotitolo: 45 brani in versione originale) è una compilation di artisti vari facente parte della serie Hit Mania, pubblicata l'11 dicembre 2015.
È stata pubblicata sia in versione singola (2 CD + rivista), sia in versione cofanetto (4 CD + rivista) che oltre "Hit Mania 2016" e "Hit Mania 2016 Club Version" contiene anche il CD3: "STREET ART - Urban Sound (selected by Tommaso "Piotta" Zanello) vol.12" e il CD4: "NEXT - Social Music App vol.11".
La compilation è stata mixata dal DJ Mauro Miclini.
La copertina del CD è stata progettata e curata da Gorial.

## Tracce CD1
1. Duke Dumont - Ocean Drive
2. Lost Frequencies Feat. Janieck Devy - Reality (Extended Mix)
3. W&W - The One
4. Galantis - Peanut Butter Jelly
5. Dimitri Vegas & Like Mike Feat. Ne-Yo - Higher Place
6. Hardwell Feat. Jake Reese - Mad World
7. Dino Brown & J-Art - Brothers of the Light
8. St[e] Lucci - Make Me Feel (Commercial Zone Edit)
9. Avicii - For a Better Day
10. A-Trak Feat. Jamie Lidell - We All Fall Down
11. Madcon - Keep My Cool
12. Gian3Ro Feat. Kelsey - Fly (Oxio Radio Version)
13. RÜFÜS Du Sol - Like an Animal
14. Benny Camaro - My Soul
15. Skunxx Feat. Niken Indigo - Queen of the Night
16. BiGFeeL Feat. S o S - Looking in to the Future
17. Rizzo & Eman B Feat. Diana J - Higher
18. A-Sika & Felipe Romero Feat. Phi - Romantica
19. Steven May & Rohand - Like Yesterday
20. Mr. Diddy Feat. The Kraken - Pirates of Samba (Oxio Radio Edit)
21. James Morrison - Demons
22. Jason Derulo - Cheyenne
23. Max Gazzè - La vita com'è
24. Cecile - N.E.G.R.A.

## Tracce CD2
1. Favara & Viola feat. Andrea Morph – Catch Me
2. DJ Sanny J feat. Ice Mc – Kill It Tonight (DJ Sanny J Push Mix)
3. David Peel, Kilian Taras & Lauren Mayhew – Lights Out (The Riberaz Remix)
4. Domy Pirelli feat. Ranieri – Stars (Original Mix)
5. DJ Sanny J & D@Niele feat. Xavi One – Bomb Of Love (Radio Mix)
6. Mr. Free Dj vs Iolyga – Borombobò
7. Kuerty Uyop feat. Chainsaw – The Syndrome Of Peter Pan
8. DJ Jay – Mysterious
9. Daresh Syzmoon & Giulia Regain feat. Dhany – My Memories (Radio Version)
10. Jacopo Galeazzi – The Dreaming
11. Simone Orrico – You With Me (Original Mix)
12. Jacopo – Bye Bye Boy
13. Steven May & Rohand – I See No Lights
14. Ramoon – Keep The Time
15. Ea7 – Pieces Of My Mind
16. Gentlemen’s Riot – Half A Full Moon
17. The Houser – To Feel Alive
18. DJ Fire vs. DJ Martello feat. Afrodite – The Strenght Of A Woman
19. DJ Jajo – Anymore
20. Numa & Mr. Frog – Everything A Man
21. Hybrid – Selekta